# Гамалей, Юрий Всеволодович
Юрий Всеволодович Гамалей (1921—2015) — дирижёр, профессор, заслуженный артист РСФСР (1977). Кавалер Ордена Почёта (2011).

## Биография
Родился 21 сентября 1921 года. В 1930 поступил в 31-ю школу, два года спустя в 1932 был переведен в школу при Ленинградской государственное академической капелле, в 1936 — в школу-десятилетку при Ленинградской консерватории по классу кларнета, которую успешно закончил четыре года спустя. В июне 1940 года поступил на оркестровый факультет консерватории. В том же году зачислен в симфо-джаз оркестр, составленный из призывников, и осенью в составе оркестра был направлен на военную службу в Дом Красной Армии в город Выборг.
1 ноября 1941 года оркестр был прикомандирован к штабу 23-й армии. В марте 1942 года переведен на службу в духовой оркестр при 291-й стрелковой дивизии. Весной 1945 года отозван из действующей армии, осенью поступил на дирижерский факультет консерватории и был переведен на службу в ансамбль песни и пляски Ленинградского военного округа. Летом 1946 года демобилизован.
С 1947 года начал дирижировать операми в оперной студии консерватории. После окончания с отличием консерватории (ученик И. Э. Шермана) в июне 1950 года был направлен в аспирантуру (окончил в 1953, рук. Б. Э. Хайкин) и приглашен на должность преподавателя дирижирования (1950—1956).
Был дирижером Ленинградского Малого оперного театра (1951—1955).

## Творчество
С 1953 до 1984 года работал в Ленинградском театре оперы и балета имени С. М. Кирова. Выйдя на пенсию, продолжал дирижировать до 1992 года. За годы творческой работы дирижировал 29 операми и 37 балетами.
Дирижировал балетами классического репертуара, в числе которых: «Жизель», «Дон Кихот», «Баядерка», «Раймонда», «Лебединое озеро», «Спящая красавица», «Щелкунчик», советских композиторов «Каменный цветок», «Бахчисарайский фонтан», «Легенда о любви», «Спартак», «Шурале» и других.
Участвовал в первых постановках балетов «Каменный цветок», «Хореографические миниатюры» (1958), «Клоп» Отказова и Фиртича (1962) — оба балетмейстера Л. В. Якобсона, «Отелло» (1960, балетмейстер В. М. Чабукиани), «Хореографические новеллы» на муз. Чайковского, Прокофьева, Шостаковича, Пуленка, Пёрселла (1977, балетмстер Д. А. Брянцев) и других, балетных телефильмов «Блестящий дивертисмент», «Ленинградская симфония».
Дирижировал балетами и концертными программами во время гастролей балетной труппы Театра им. Кирова в Египте, Венгрии, ГДР, Иране, Польше, Румынии, Чехословакии, Югославии, Японии, на Кубе.

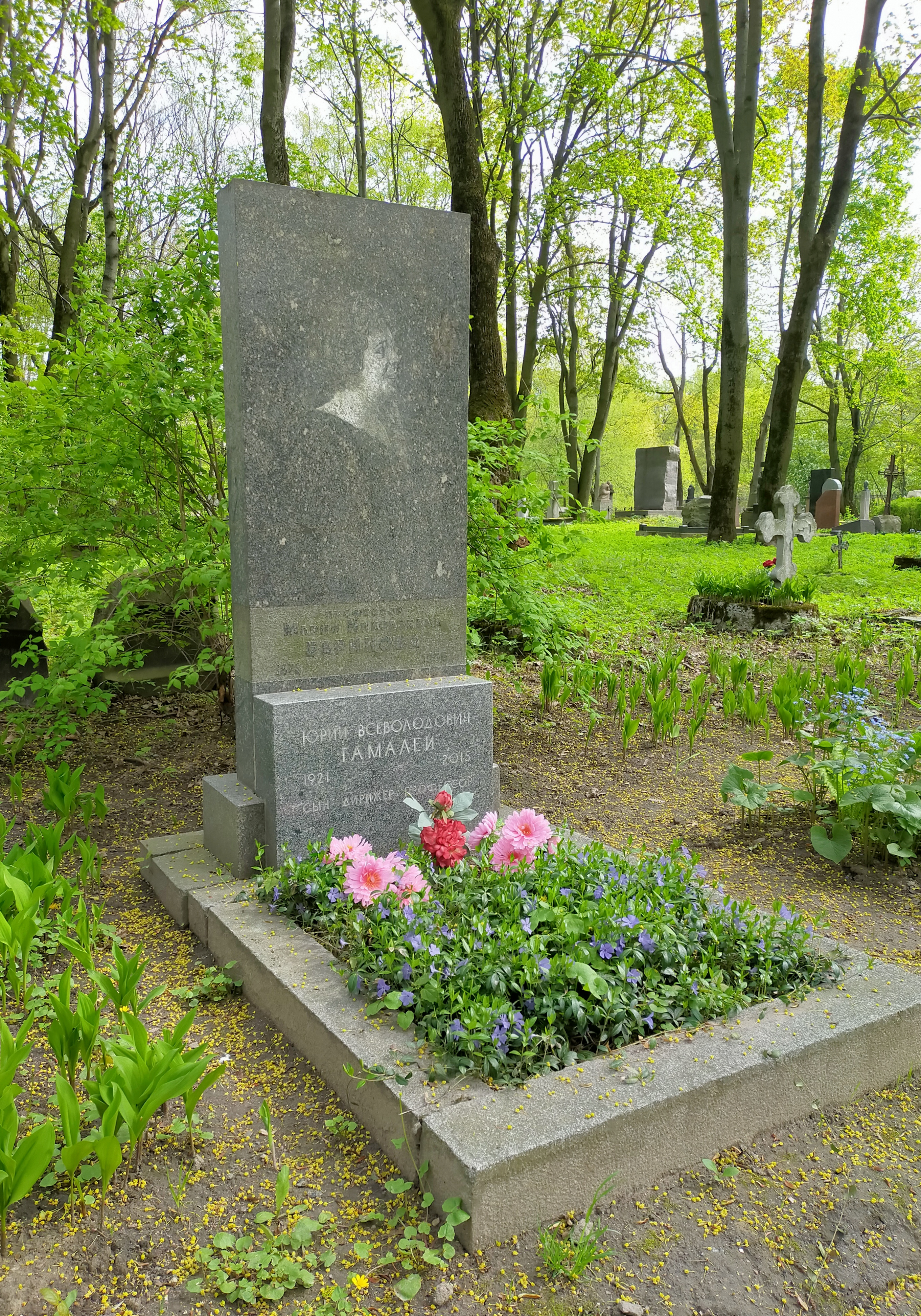
Могила Ю. В. Гамалея и его матери на Литераторских мостках

Выступал в концертах с симфоническими оркестрами Филармонии, оркестром русских народных инструментов имени В. Андреева, эстрадным оркестром Ленинградского радио. С 1982 года преподавал в Санкт-Петербургской консерватории, вёл курс «Анализ оперных и балетных партитур».

## Семья
Мать — Мария Николаевна Баринова — пианистка, профессор Санкт-Петербургской Консерватории. Сестра — Галина Всеволодовна Баринова — скрипачка, виртуозная исполнительница, профессор Московской консерватории. Супруга — Ольга Максимилиановна Берг — балерина, пианистка и дирижер.

## Сочинения
Гамалей Ю. В. Мариинка и моя жизнь. СПб., 1999.
Гамалей Ю. В. Музыкальная драматургия балетов П. И. Чайковского и степень её отражения в работе постановщиков Мариинского театра. СПб., 2006.
Гамалей Ю. В. Гамалей Ю. В. Ольга Берг. Творческий портрет к 100-летию со дня рождения. СПб., 2007.
Гамалей Ю. В. Руководство по методике анализа музыкальной драматургии оперных и балетных партитур для совместной работы режиссёров и хореографов с дирижерами. СПб., 2009.
Гамалей Ю. В. Об искажении авторского текста хореографии в балетах. СПб., 2010.
Гамалей Ю. В. Советы режиссёрам по опере «Евгений Онегин». СПб., 2012.